# Фарах, Замзам Мохамед
Замзам Мохамед Фарах (араб. زمزم محمد فرح‎, род. 19 марта 1991, Могадишо) — сомалийская легкоатлетка, выступавшая в беге на средние дистанции. Участница летних Олимпийских игр 2012 года.

## Биография
Замзам Мохамед Фарах родилась 19 марта 1991 года в сомалийском городе Могадишо.
Из-за гражданской войны, продолжающейся в Сомали с 1991 года, тренировалась в опасных условиях: маршрут, по которому бегала Фарах и другие легкоатлеты, называли «дорогой смерт»и, так как по пути можно было попасть под обстрел.
В 2012 году вошла в состав сборной Сомали на летних Олимпийских играх в Лондоне. В беге на 400 метров заняла последнее, 7-е место в четвертьфинале, показав результат 1 минута 20,48 секунды и уступив 28,39 секунды попавшей в полуфинал с 4-го места Джоанне Куддихи из Ирландии. Была знаменосцем сборной Сомали на церемониях открытия и закрытия Олимпиады.
Во время Игр Фарах получала угрозы в фейсбуке и по телефону, связанные с её выступлением. «Моим родителям также позвонили и заявили: то, что я сделала, плохо, и когда я вернусь, со мной разберутся», — рассказала она, отметив, что, несмотря на давление, не будет просить политического убежища в Великобритании и вернётся в Сомали.